# Plettet tobiskonge
Plettet tobiskonge (Hyperoplus lanceolatus) er den største art blandt tobiserne. Dens maksimale længde er 40 cm.

## Beskrivelse
Plettet tobiskonge har en aflang krop, med et rundt tværsnit. Dens hoved er langt, spidst og med underbid. Overkæben er ikke fremskydelig. Denne art kan derfor kendes på, at den ikke er i stand til at danne et rør med sin mund . Tobiskongen har to tænder i ganen. Gatfinnen har mellem 27 og 32 stråler. Rygfinnen mellem 53 og 60 
Gatfinnen er højere end rygfinnen, men kun ca. halv længde af denne. Brystfinnerne er små (lidt under 1/3 af hovedets længde), og når ikke til starten af rygfinnen, hvilket adskiller den fra kysttobis. Bugfinner er fraværende. Farve spænder fra grønblå på ryggen og øvre sider til lys sølv på maven. Særligt karakteristisk for plettet tobiskonge er den sorte plamage mellem øjne og snude, som er en smule mindre end diameteren af øjet.
Den plettede tobiskonge minder om den uplettede tobiskonge (Hyperoplus immaculatus), men kan kendes fra denne ved, at den uplettede tobiskonge har en sort hage og generelt flere stråler i rygfinnen (59-62).

## Biologi
Yngler fra marts til august. Den lever af plankton, fisk, larver og en bred vifte af krebsdyr.

## Udbredelse og levesteder
Plettet kongetobis er hjemmehørende i det østlige Nordatlanten fra Murmansk (70°N) og Svalbart (75°N) sydpå til Portugal (38°N), herunder Island og det meste af Østersøen. Det er ikke fundet i Middelhavet eller Barentshavet . Den findes i sandet bund fra lav vanddybde ned til over 60 m. 

## Økologi
Tobis udgør en vigtig del af kosten for mange havfugle. Overfiskeri af tobis i Nordsøen har medført en nedgang i avlsucces blandt rider, terner, stormfugle og skarver.